# Baía de Villa Maria

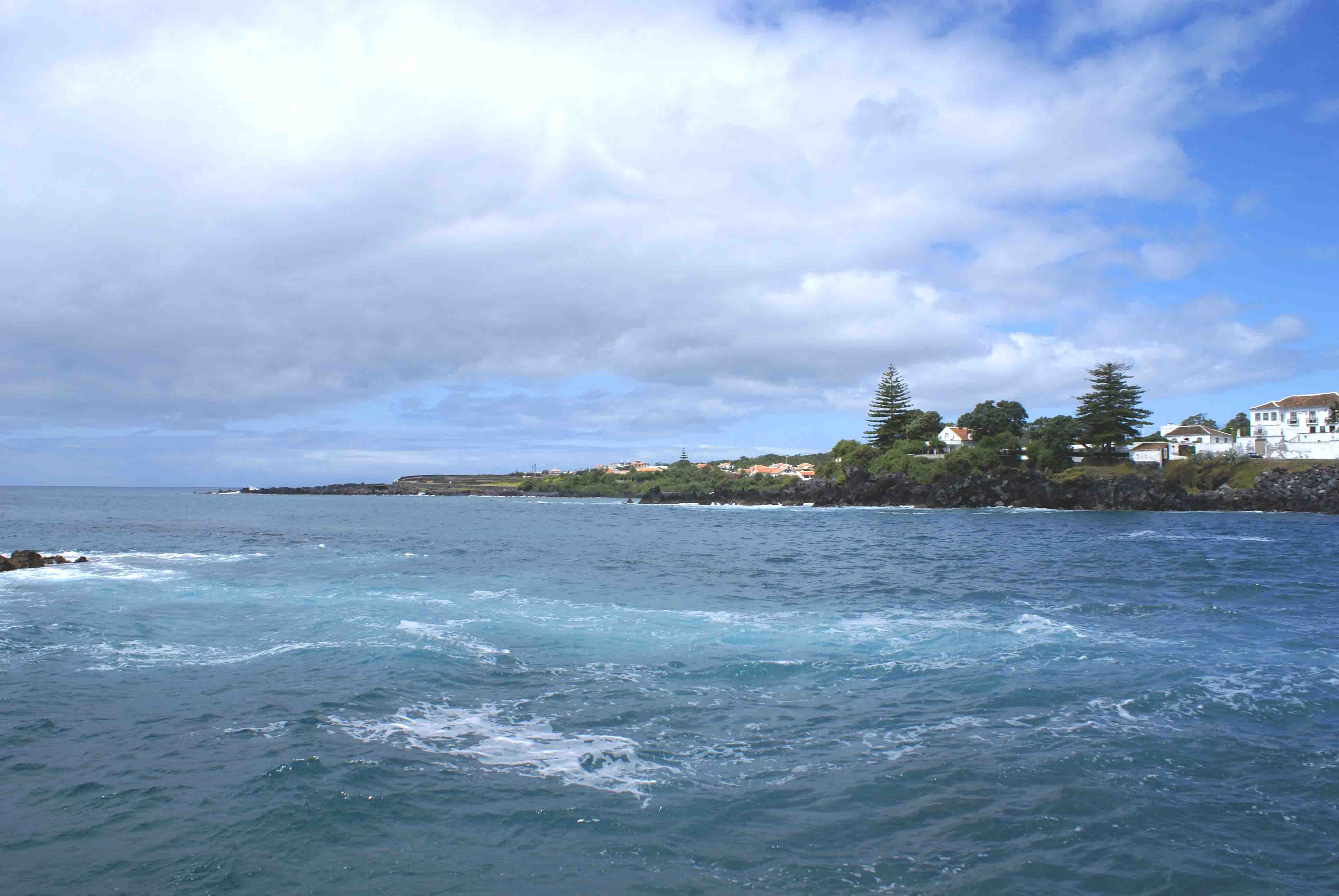
Baía de Villa Maria, ao fundo o pontão da enseada das Mêrces e as torres da igreja da Freguesia de São Mateus da Calheta.

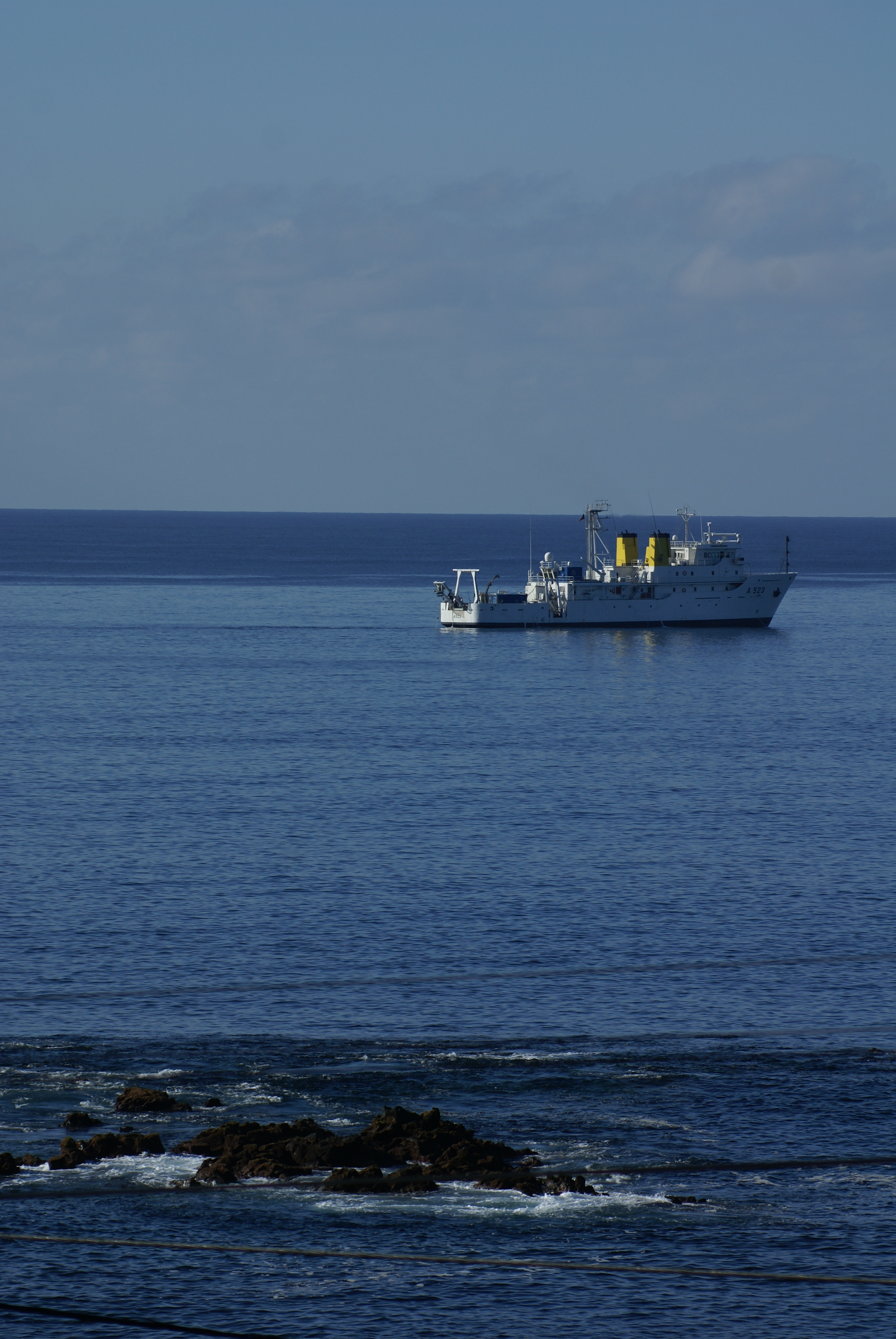
O NRP Almirante Gago Coutinho (A-523) a passar na baía de Villa Maria.

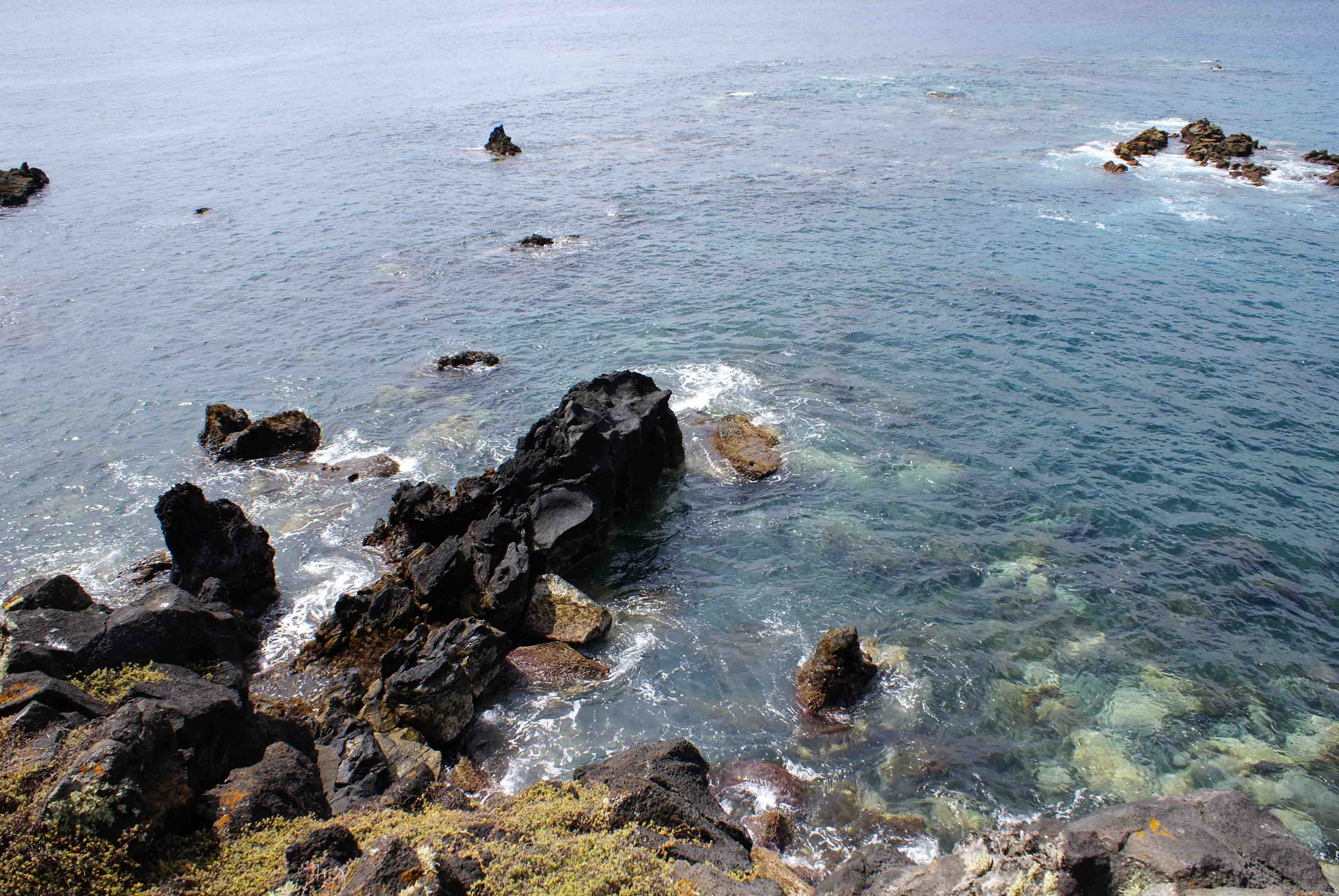
Costa da baía de Villa Maria, ilha Terceira.

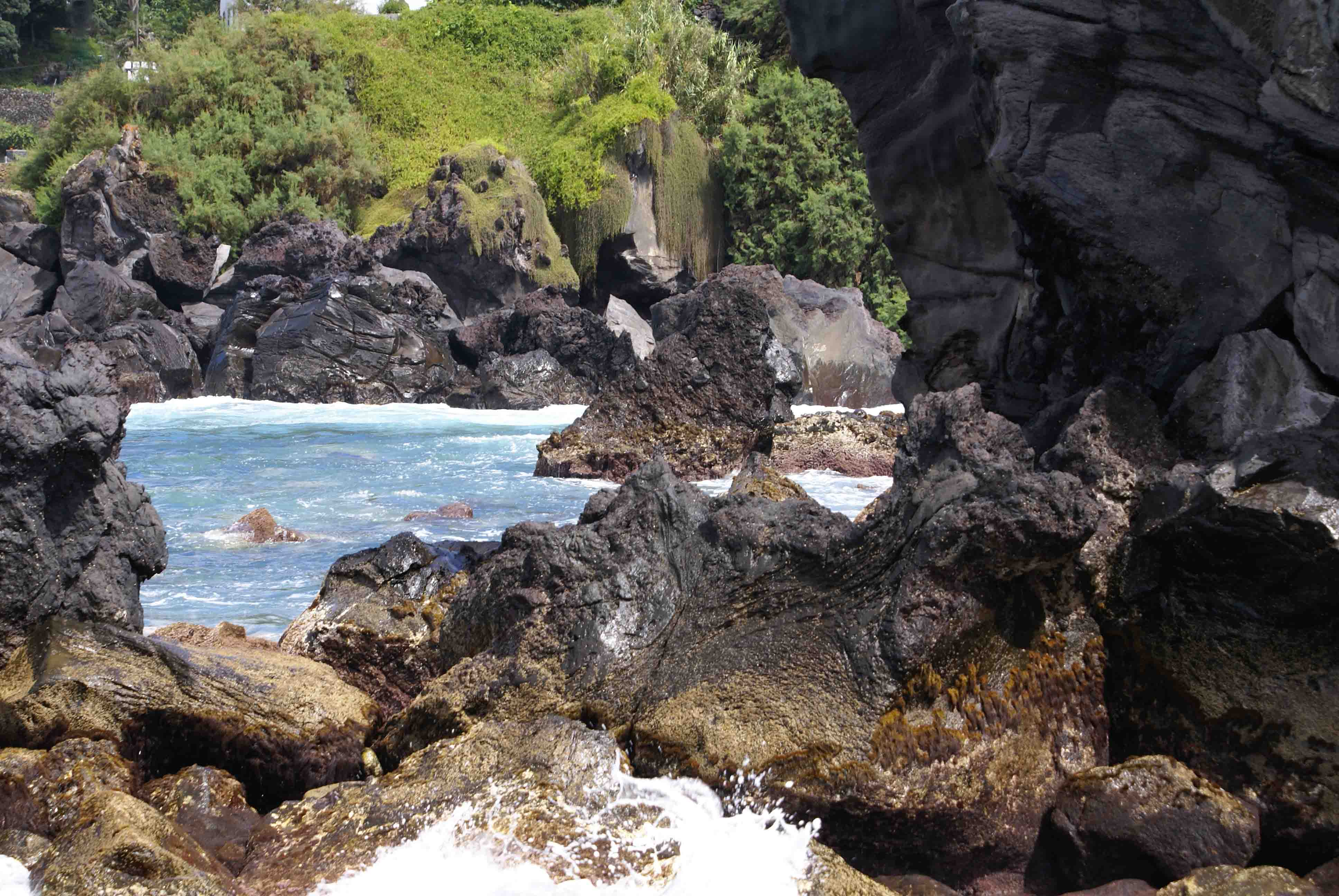
Parte da enseadas do Raulino em dia de tempestade.

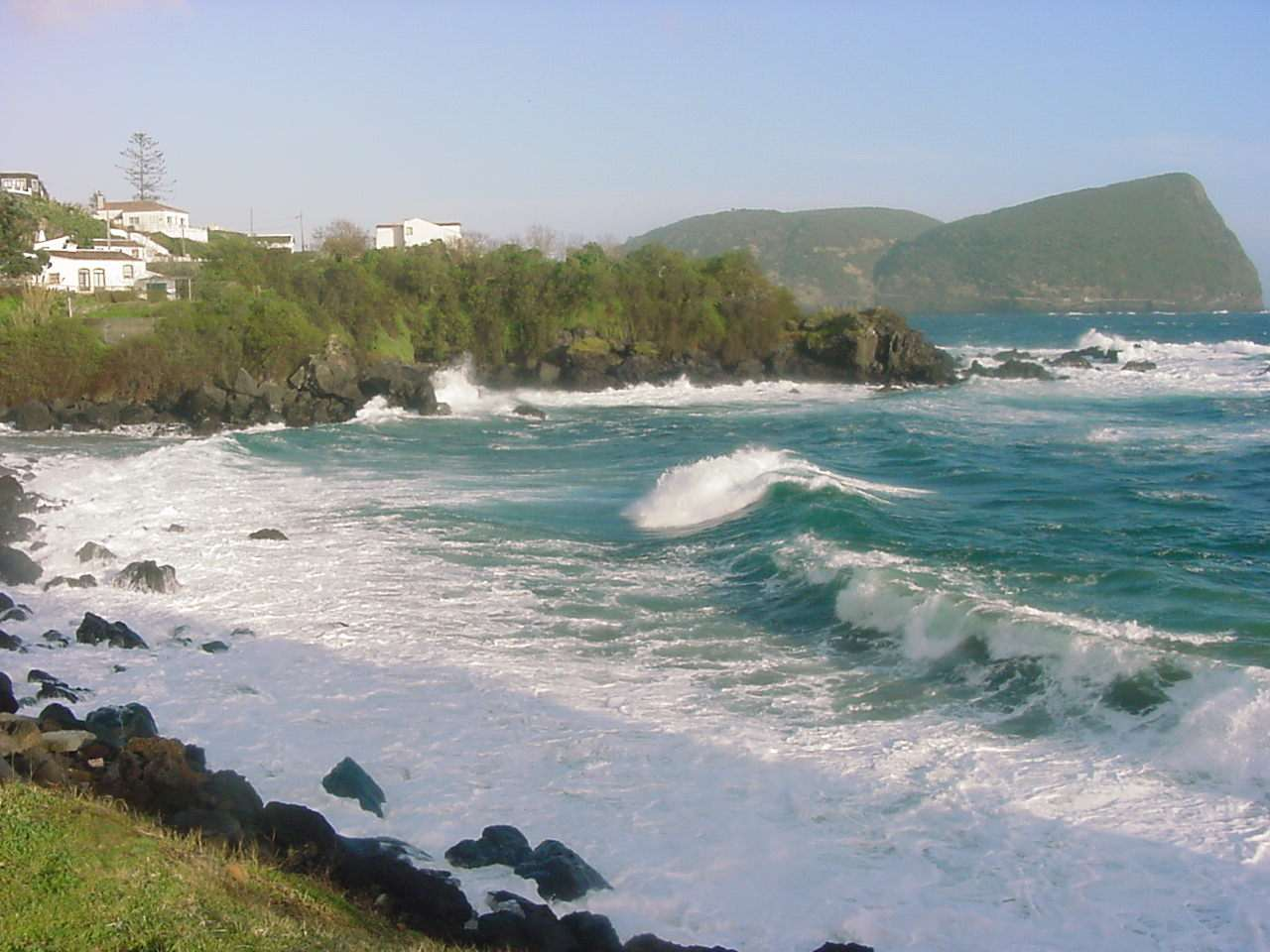
Baía de Villa Maria, mar em dia de tempestade. Ao fundo o monte Brasil.

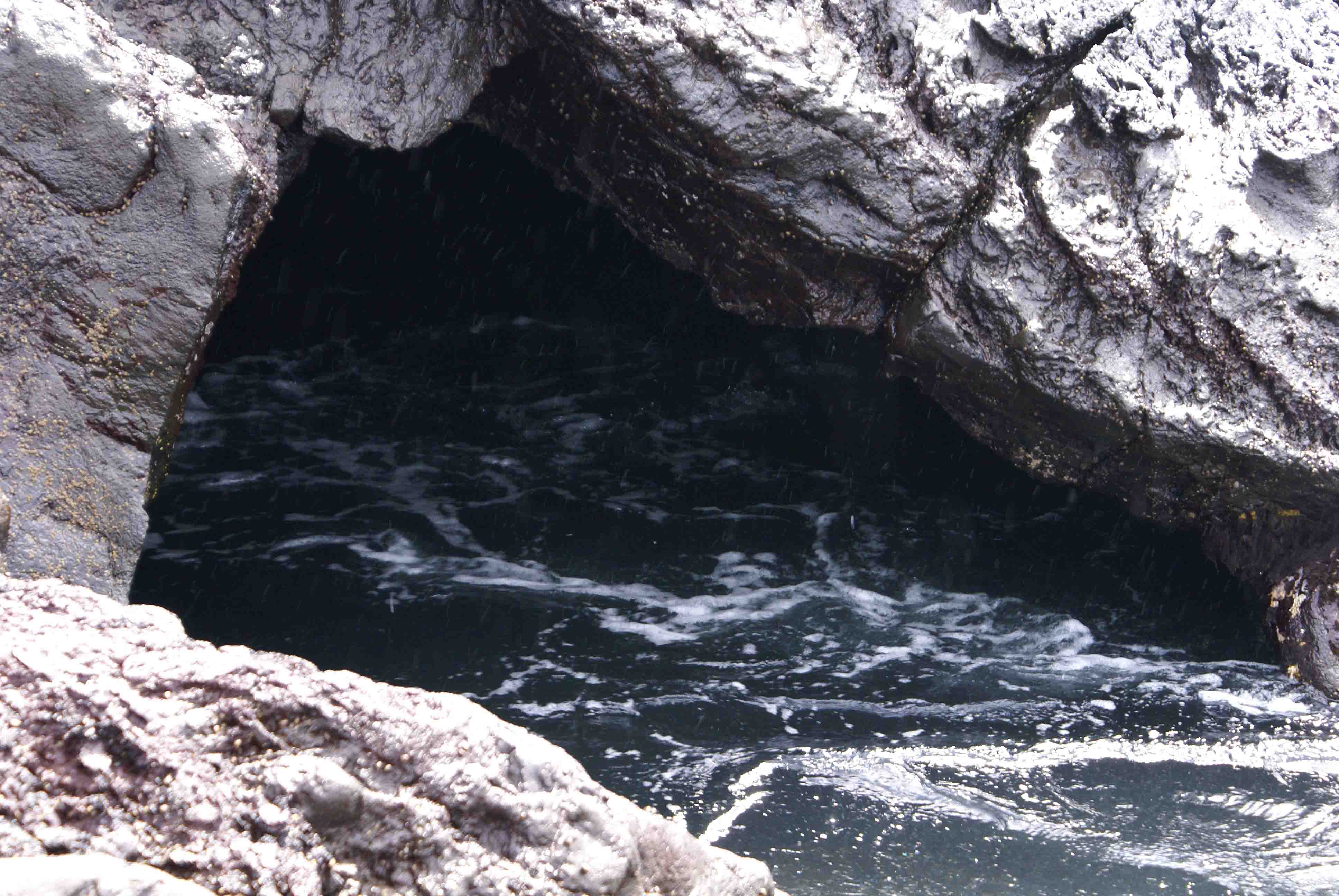
Gruta de origem vulcânica junto à costa da baía de Villa Maria.

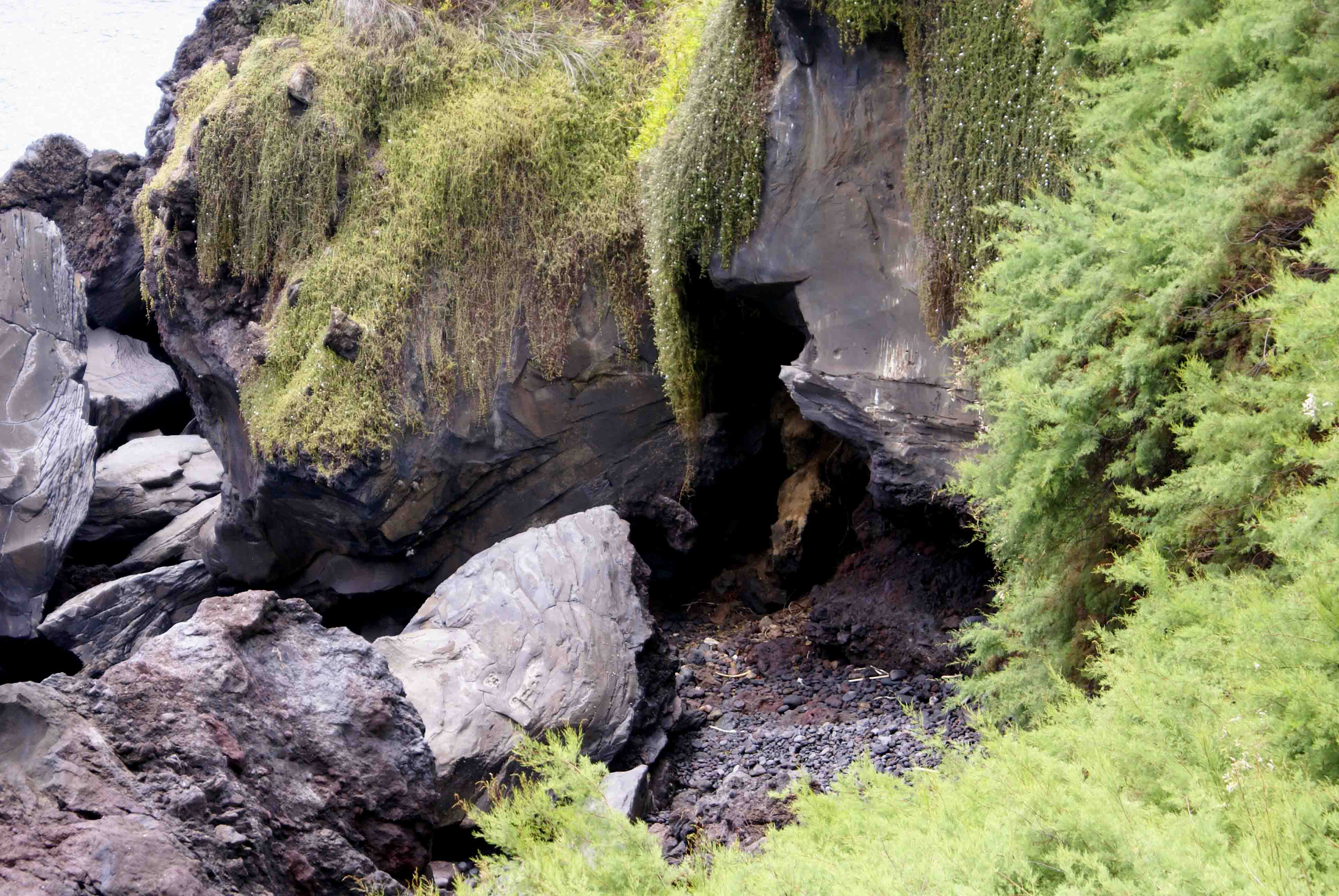
Enseada do Raulino - Grandes Pedras de Basálticas cobertas de Urze.

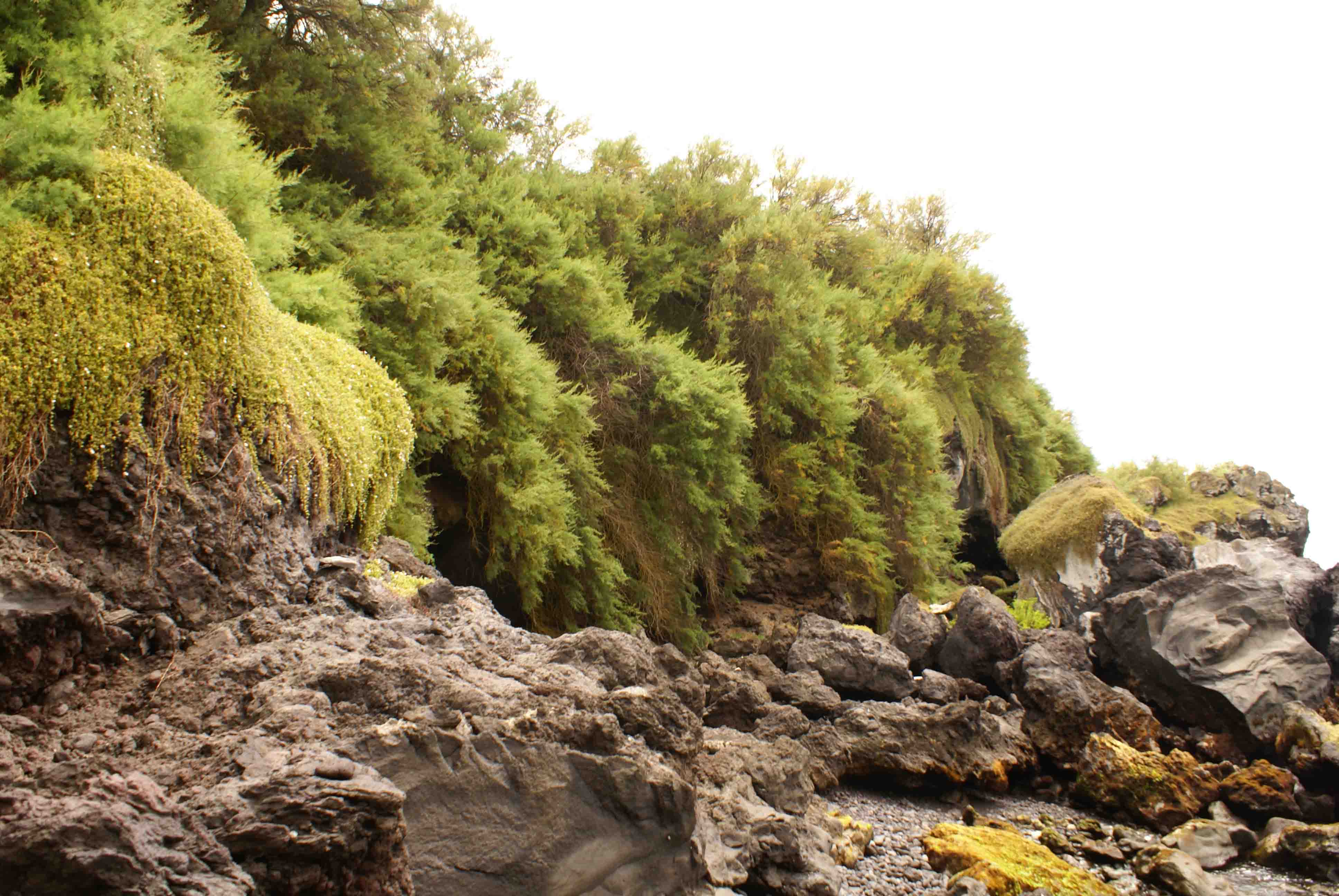
Cobertura de Salgueiros junto à costa de uma das enseadas que dão forma à baía de Villa Maria.

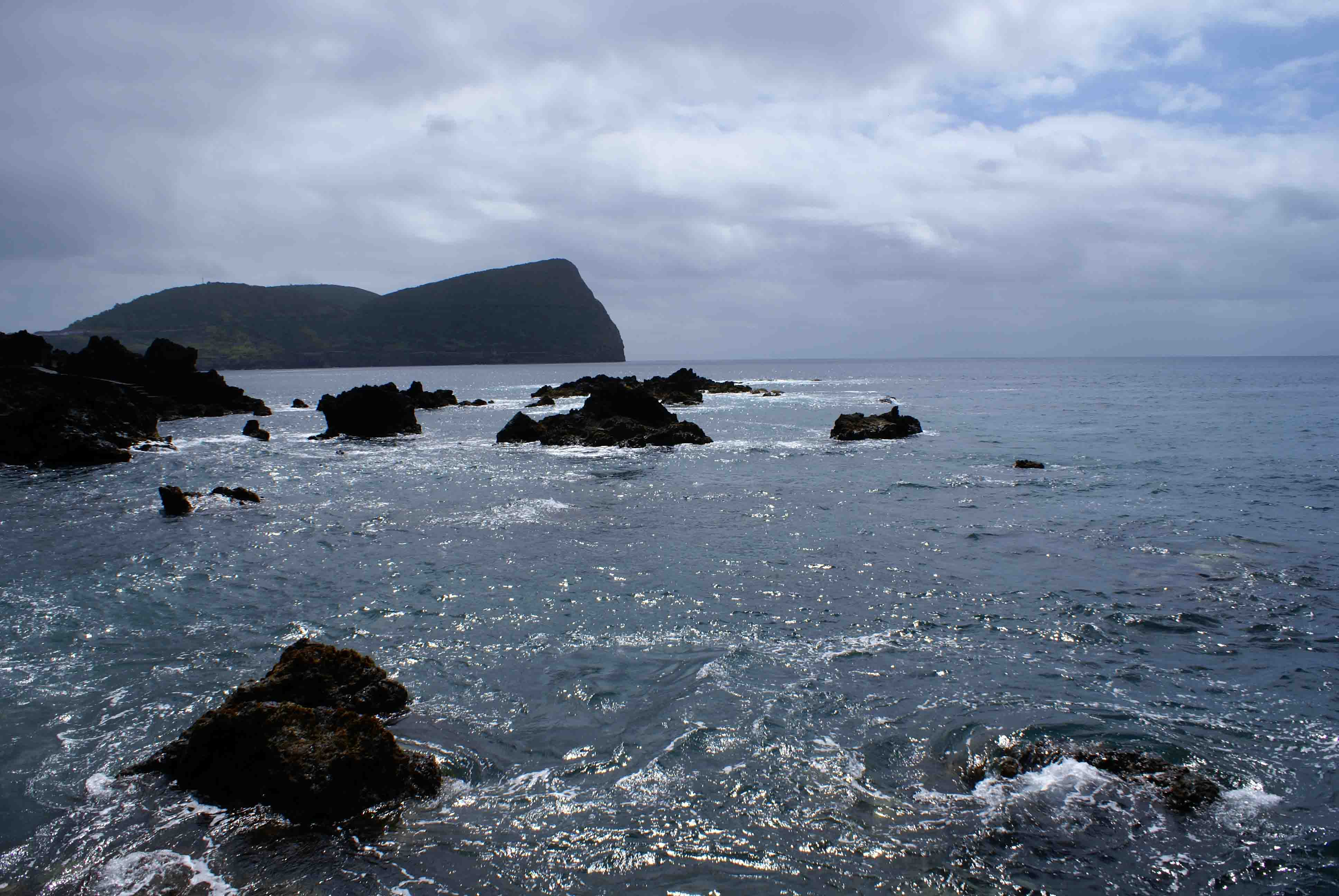
Zona Costeira da baía de Villa Maria, o Monte Brasil ao fundo.

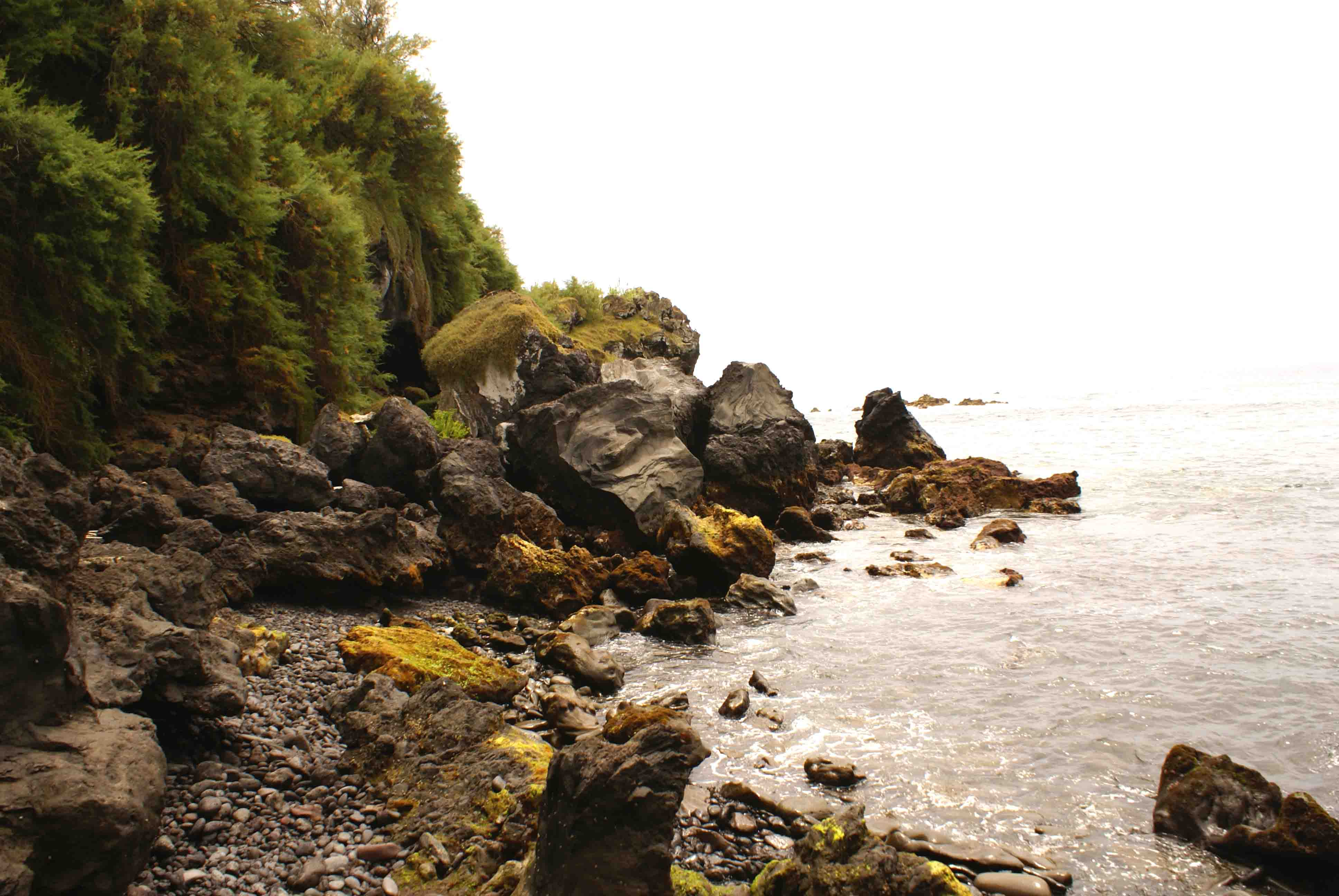
Pormenor das grandes pedras Vulcânicas numa das enseadas da baía de Vila Maria.

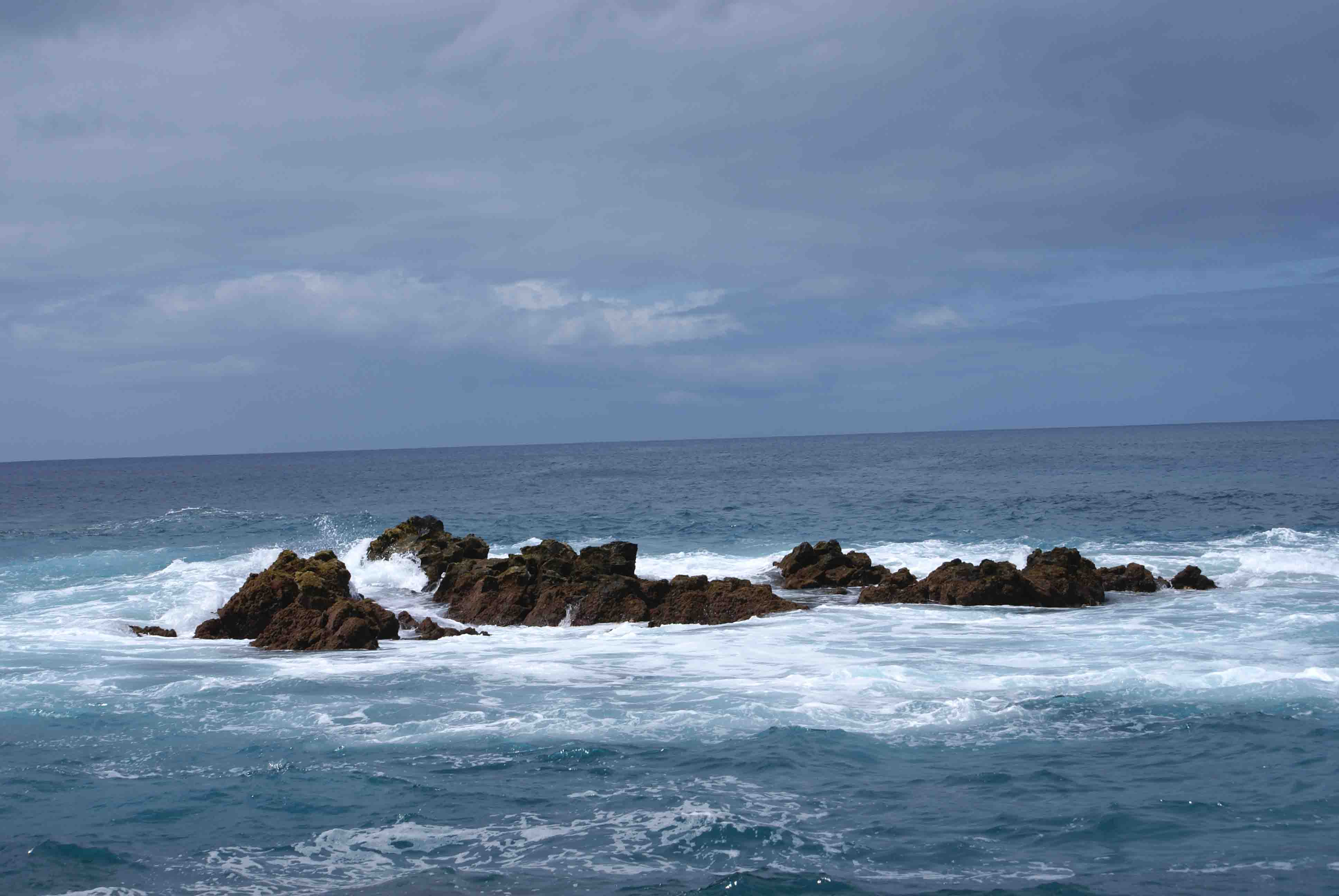
Afloramento rochoso na baixa da baía de Villa Maria.

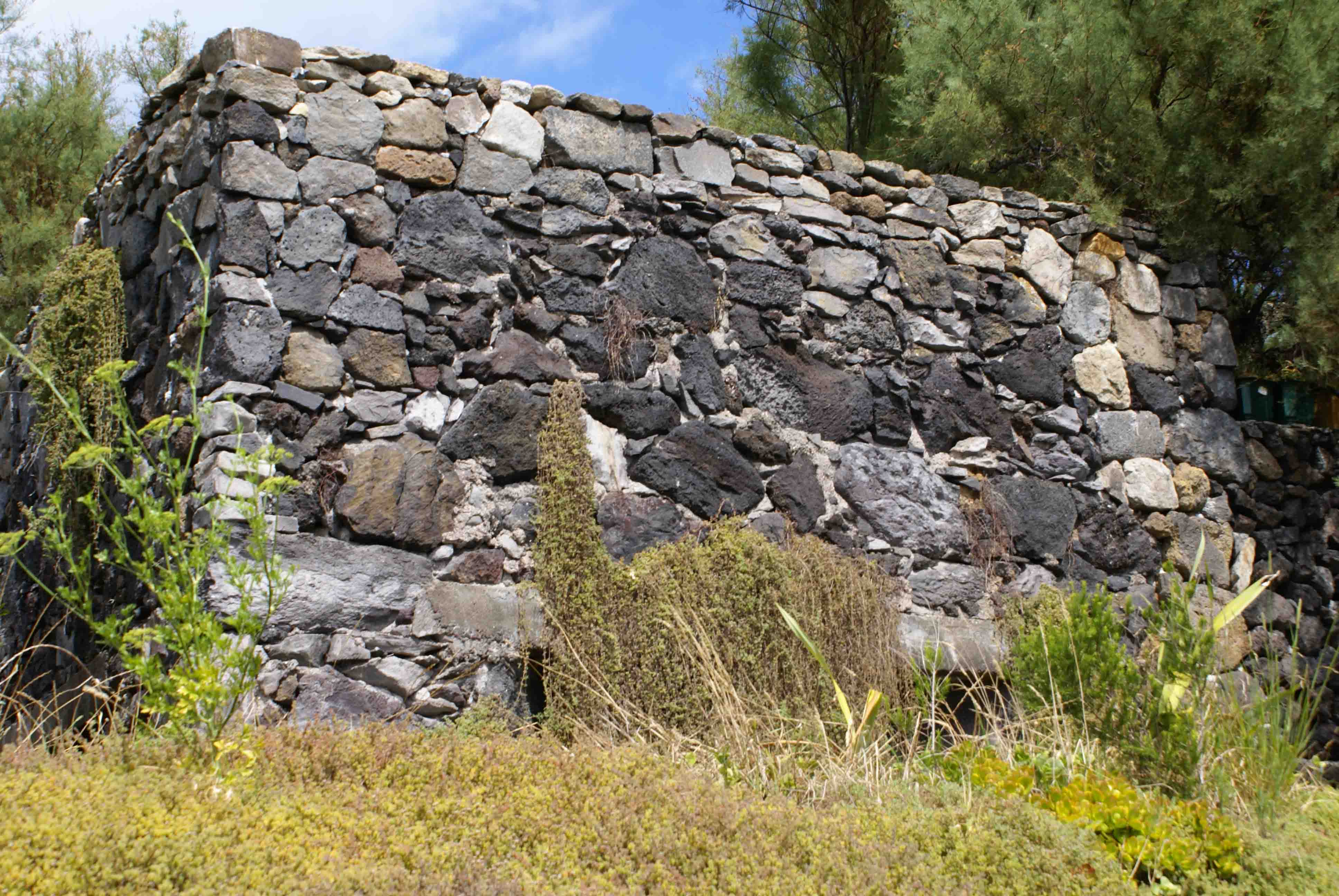
Escombros de uma Vigia da Baleia próxima da baía de Villa Maria.

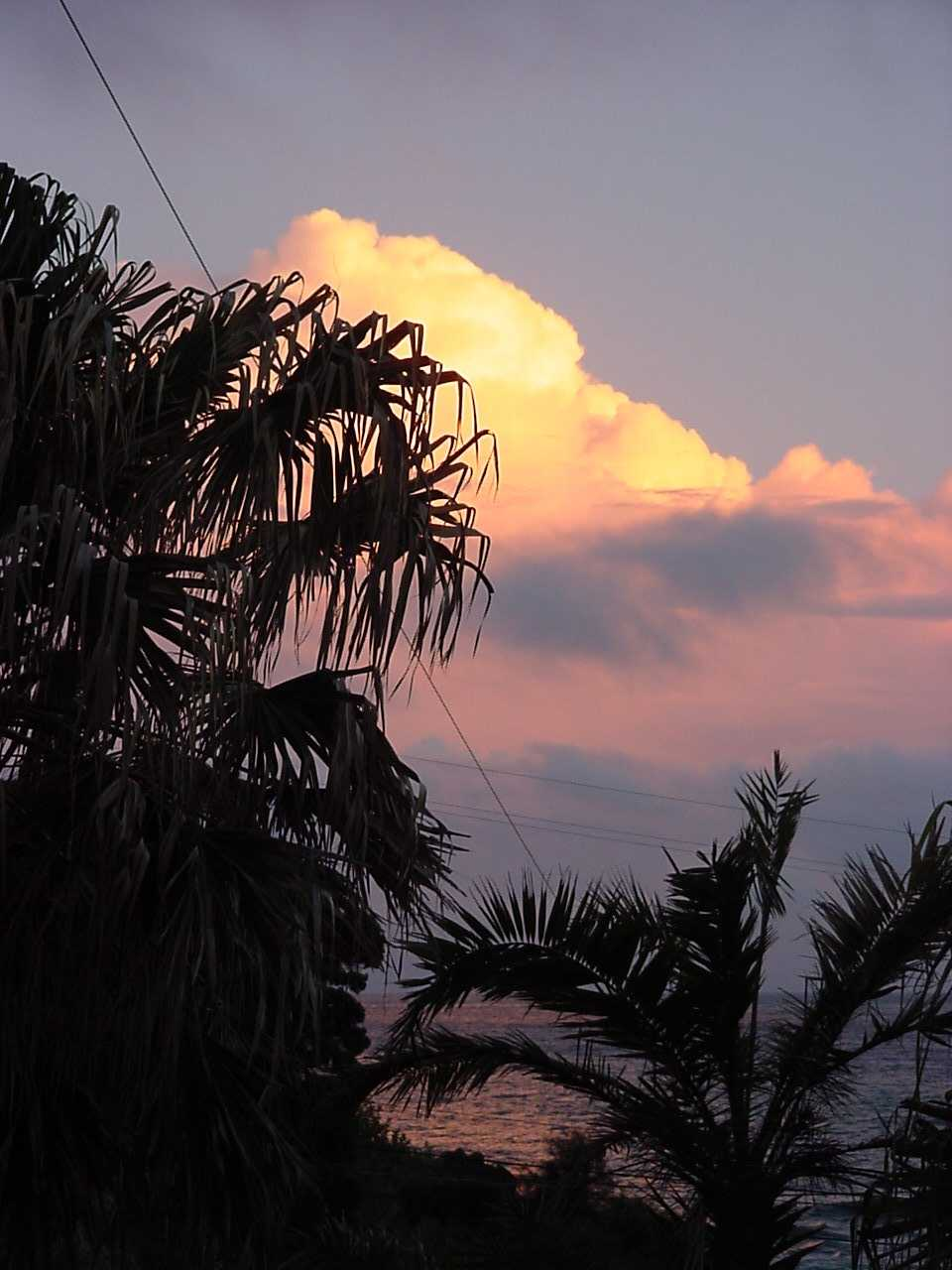
Baía de Villa Maria, pôr-do-sol.

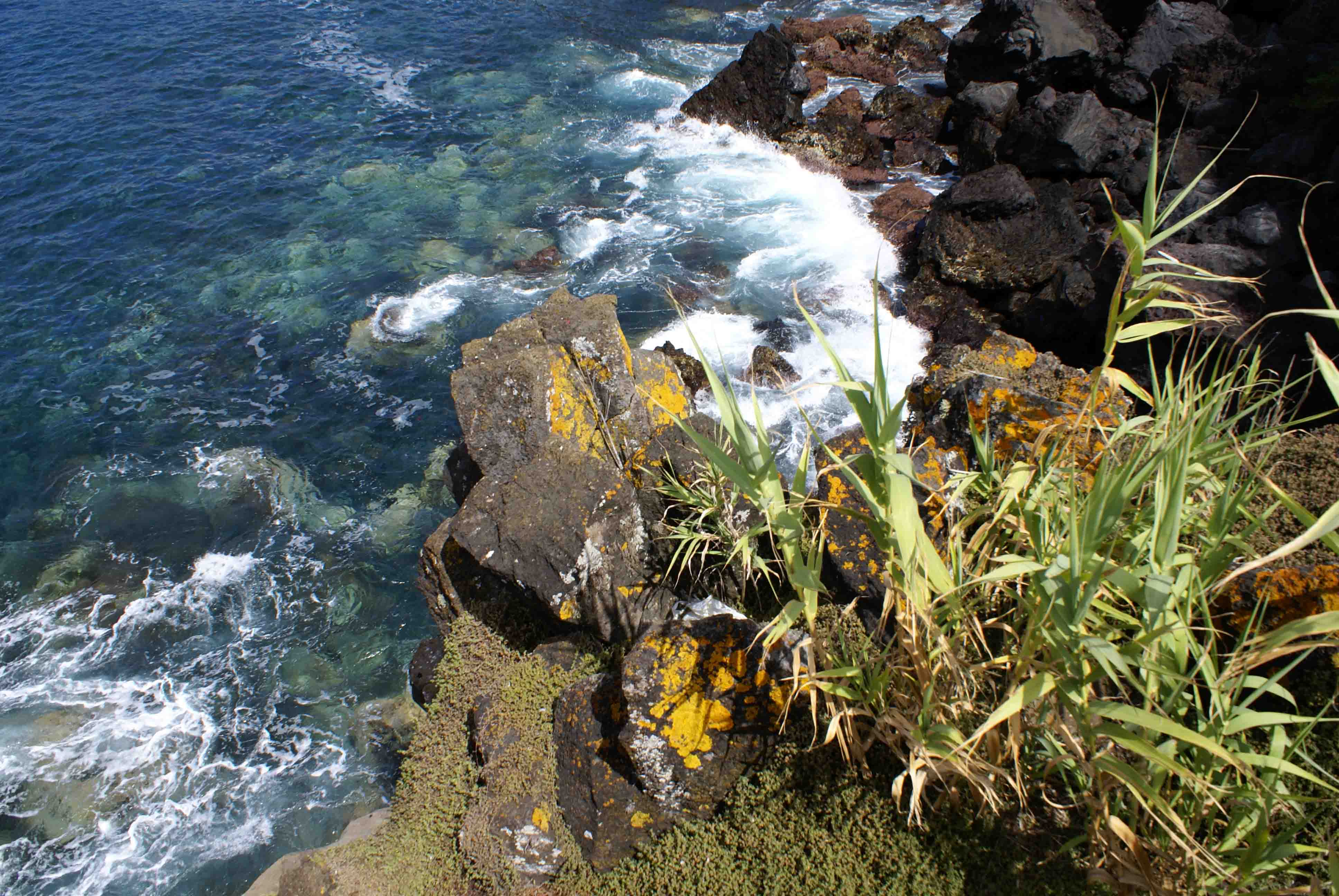
Arundo donax vulgo cana, musgos e urze na costa da baía da Villa Maria.

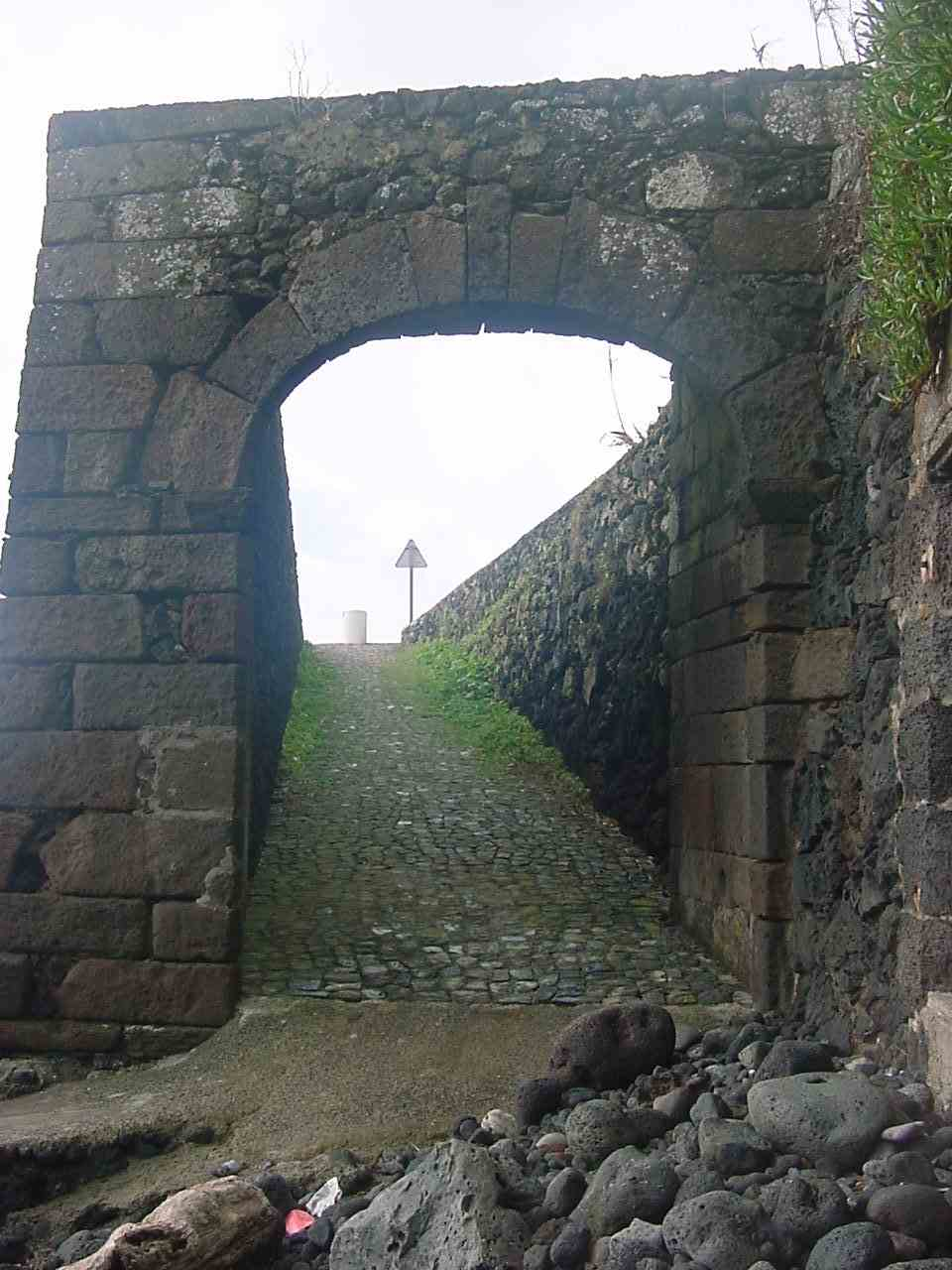
Baía de Villa Maria - Portão do Mar.

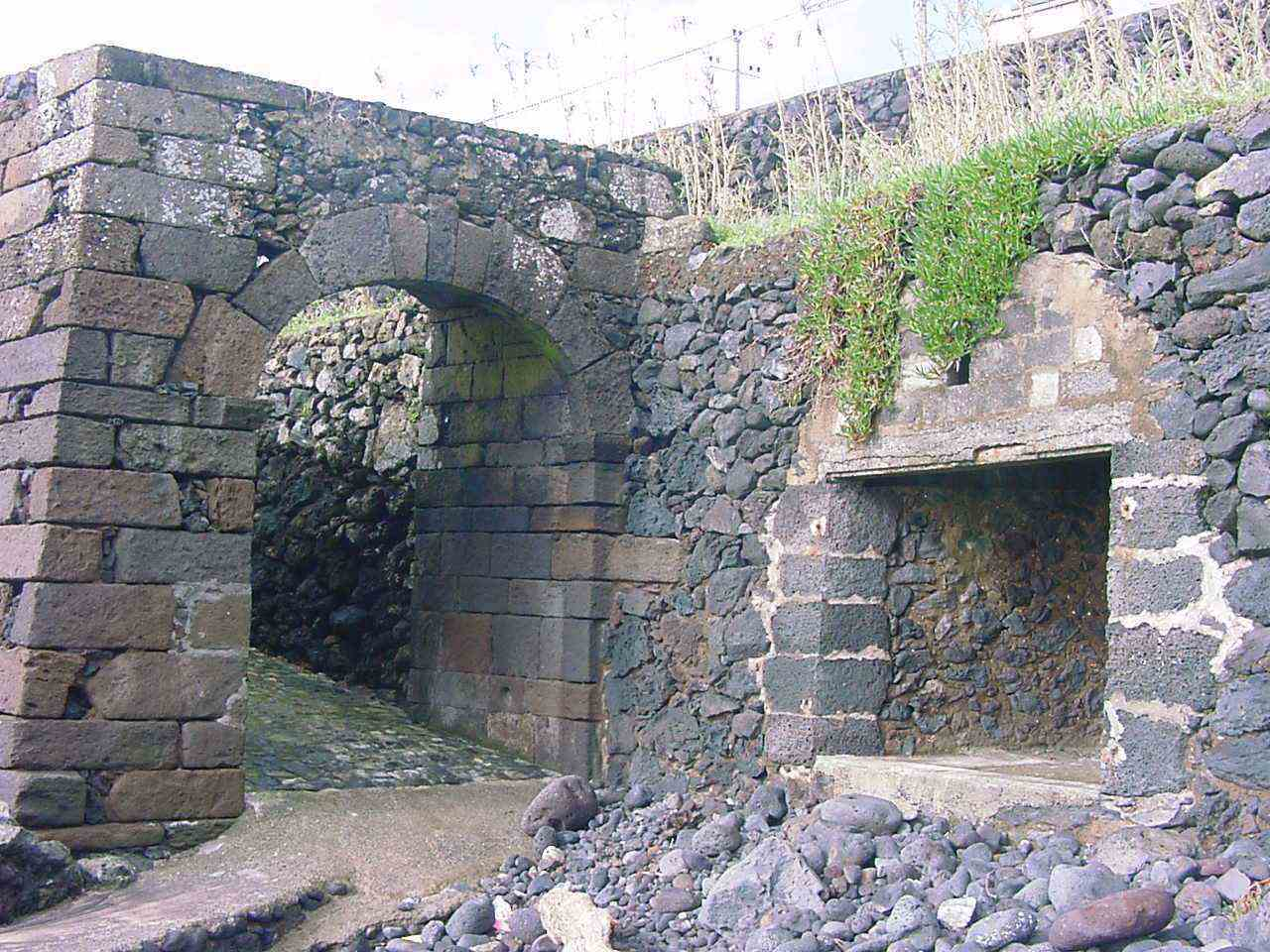
Baía de Villa Maria, Portão do Mar e casa de barcos.

A baía de Villa Maria localiza-se no município de Angra do Heroísmo, na Ilha Terceira, nos Açores. Na costa sul da ilha, possui três zonas balneares, distribuídas por duas freguesias, a freguesia de São Pedro e a freguesia de São Mateus da Calheta.
Encontra-se abrangida pela Zona de Protecção Especial do Monte Brasil, criada pelo Decreto Regional nº 3/80/A, do Governo Regional dos Açores.

## Formação geológica e descrição
Adquiriu este nome por se encontrar na área territorial de abrangência do Solar de Villa Maria, edifício particular que além de dar o seu nome a esta Baía deu-o também à parte da estada onde se encontra. Esta baía abrange também dois outros antigos solares, a casa de Baltazar Gonçalves Carvão, igualmente moradia, que está entre os primeiros povoadores que aportaram à ilha Terceira. Este solar localiza-se já na freguesia de São Mateus da Calheta, e o Solar das Mercês, que actualmente se dedica ao turismo de habitação.
É uma baía formada por três enseadas que são também zonas balneares: a enseada do Raulino ou Valter a nascente, a enseada de Villa Maria a norte, ambas na dependência da freguesia de São Pedro e a enseada das Mercês a poente, já na dependência da Freguesia de São Mateus da Calheta. As três enseadas são dotadas de praias de seixos vulcânicos e algumas areias.
Da parte nascente destaca-se no seu enfiamento limite um penhasco formado por uma única e maciça rocha basáltica de cor cinza que ronda os vinte e cinco metros de altura e que termina num pontão igualmente formado por uma única e também maciça rocha basáltica. Do cimo deste penhasco é possível ter uma vista bastante ampla sobre parte da costa sul da ilha Terceira, desde o monte Brasil até à freguesia de São Mateus da Calheta, destacando aqui a Igreja Velha de São Mateus da Calheta.
Este pontão natural é muito usado para pesca desportiva dada a abundância piscícola nas imediações e por se encontrar muito próximo da Baixa de Villa Maria onde é muito variada a vida marinha. Esta baixa, associada a uma gruta vulcânica ao nível da maré e ao penhasco fecha a baía por Nascente.
A gruta, em si mesma é uma singularidade geológica que teve origem no mesmo escoamento lávico que formou esta parte da costa e a sua forma é de difícil explicação, visto que poderá ter tido varias géneses. Garantido é que teve sem duvida origem no escoamento lávico que formou esta parte da costa, tendo depois sido formada por alguma bolha de ar a elevada pressão e temperatura ou pelo simples acumular dos materiais rochosos que escorriam.
É composta por dois tipos de materiais rochosos iguais aos da costa circundante. Na parte interior destacam-se materiais piroclásticos que foram revestidos na parte exterior por uma sólida camada de basalto, sendo esta camada que matem a gruta unida como um todo e impede a sua destruição pela abrasão marinha contínua.
Apresenta-se com uma forma de balão, com cerca de 4 metros de altura na parte mais alta por cerca de 10 de comprimento e 8 de largura. O comprimento desta não se encontra estático uma vez que a abrasão marinha século após século tem escavado o material piroclástico muito erodível fazendo aumentar a profundidade da gruta a cada inverno.
A vida marinha nesta gruta é principalmente composta por anémonas e grandes quantidades de musgos .
Nesta baixa, bastante larga e que se aprofunda do sentindo da costa para o oceano existe uma imensa biodiversidade marinha destacando-se por volta dos 20 metros de profundidade alguns pelágicos como o mero (Epinepheius margínatus), o lírio (Campogramma glaycos) ou a garoupa (Serranus atncauda) que geralmente andam à volta de cardumes de chicharro.
A parte poente da baía é delimitada pela enseada das Mercês que termina num promontório de apreciáveis dimensões, desta vez formado por rocha basáltica solta que dá lugar a algumas piscinas naturais de água salgada.
A costa em redor da baía é formada por 2 principais tipos de escoamentos de lava. O primeiro deu origem a rochas altas e abrasivas de cor preta. Típica escória vulcânica queimada, solidamente unidas num único corrimento lávico. O segundo, uma corrente de basalto que conforme a rocha subjacente, mais macia, vai sendo erodida pela abrasão marinha origina a quebra e consequente queda do mesmo dando desta forma origem a grandes pedras basálticas, soltas de cor cinza, sendo que esta corrente lávica aconteceu na parte nascente da baía e se sobrepôs ao primeira.
Pelo meio destas duas correntes lávicas surgem pequenas rochas e areias também de origem vulcânicas que por sua vez formaram os fundos e substratos das enseadas que formam a Baía de Villa Maria. Estas rochas de menor dimensão ao longo dos séculos e devido ao contínuo efeito da abrasão marinha deram origem ao calhau rolado que forma grande parte das baías dos Açores surgindo nas baías à mistura com areias, sendo estas areias umas vulcânicas e outras formadas por miríades de conchas calcárias de pequenos seres marinhos.
Os fundos marítimos desta baía, incluindo os fundos do interior das fendas que são muito abundantes em redor da baixa, são formados, maioritariamente, por calhaus rolados, blocos rochosos e pequenas clareiras de areia. Sobre este fundo, e na parede rochosa circundante, verifica-se a existência de uma enorme variedade de algas.
Trata-se de uma boa zona de observação marinha podendo a través do mergulho efectuado tanto em apneia como de garrafas desde junto à costa até ao extremo da baixa e das enseadas envolventes, observar uma fauna e flora variadíssimas.
A cota de profundidade é bastante variável, crescendo no sentido da costa para a baixa com algum lentidão para após esta rapidamente mergulhar nas profundezas.
A linha da costa encontra-se pelo Nascente povoada por salgueiros desde a enseada do Raulino até à praia de seixos da Villa Maria sendo que esta se encontra com a estrada de circunvalação da ilha, para de novo, e junto à enseada das Mercês voltar a ser povoada por salgueiros.
O acesso à baía de Villa Maria pode ser feito por estrada ou por barco. Sendo que o acesso por estrada (sustentada por um longo muro de pedra) é feito pela estrada de circunvalação da ilha e o acesso por barco pode ser feito preferentemente pelo Porto das Pipas na cidade de Angra do Heroísmo e pelo Porto de São Mateus da Calheta, na freguesia de São Mateus da Calheta.

## História
Esta baía é utilizada desde o povoamento das ilhas, dado o acesso facilitado que tinha para terra. Existem registos do seu uso frequente desde 1502, altura em que foi construída a parte mais antiga do solar de Villa Maria, visto que parte das madeiras e outros materiais da construção foram transportados pelo mar e aqui descarregados. Para isso muito terá contribuído a má qualidade das estradas no inicio do povoamento, ou mesmo a ausência das mesmas, pois é facto documentado que durante muitos anos era muito mais prático fazer o transporte por mar do que por terra.
Foi também por esta baía que morgado e vitivinicultor João Inácio de Bettencourt Noronha, proprietário da Villa Maria descarregava o vinho Verdelho e da casta terrantez que produzia nas suas vastas propriedades da ilha de São Jorge, nomeadamente na Fajã de São João, Urzelina e Calheta e que depois de engarrafado no solar de Villa Maria, era então colocado no mercado.
O acesso desta baía com a estrada é feito por umas "Portas do Mar", alta arcada feita em cantaria de tufo vulcânico, que num passado muito remoto deve ter ostentado um portão para impedir a entrada de piratas ou corsários visto que nas pedras de cantaria que formam a arcada existem os locais onde se encontravam as dobradiças e os gonzos.
Junto a esta arcada e também feito em cantaria existe uma casa de guardar embarcações, actualmente sem porta, que foi destruída por um furacão que assolou os Açores em 1986 e que data da mesma época construtiva (possivelmente 1502) visto ostentar o mesmo estilo arquitectónico e a ter sido feita no mesmo material rochoso.
Na parede dos fundos desta casa de barcos existe uma segunda arcada, actualmente tapada a pedra de que se desconhece a finalidade. Rezam as lendas que era o local de uma passagem secreta entre a casa de 1502 e a baía caso fosse necessário alguma fuga rápida causada por piratas que na altura eram muito frequentes nos mares dos Açores.
A baía de Villa Maria encontrava-se protegida pelos campos de fogo do Forte da Má Ferramenta, do Forte do Fanal e do Forte da Maré, não se conhecendo a existência de qualquer canhão de defesa na baía. No entanto, no Solar de Villa Maria, existe um torreão com sete metros de altura onde era possível colocar um canhão e que terá sido usado para esse fim visto a sua forma construtiva dotada de ameias e no centro do mesmo existir uma pedra circular com um buraco ao centro que podia ser usado para fixar uma peça de artilharia.
Durante as festividades das São Joaninas realizadas anualmente no Concelho de Angra do Heroísmo, esta baía, foi no dia 24 de Junho de 2008, palco do 1.º Concurso de Pesca Submarina em mergulho em apneia, concurso este aberto a todos aqueles possuíssem licença actualizada para essa actividade.

## Fauna e flora residente e observável

### No mar
- Água-viva (Pelagia noctiluca),
- Alga vermelha (Asparagopsis armata),
- Alga castanha (Dictyota dichotoma),
- Alga-roxa - (Bonnemaisonia hamifera).
- Anémona-do-mar (Alicia mirabilis),
- Alface-do-mar (Ulva rigida)
- Ascídia-flor (Distaplia corolla),
- Boga (Boops boops),
- Bodião (labrídeos),
- Bodião-verde (Centrolabrus trutta),
- Caravela-portuguesa (Physalia physalis),
- Chicharro (Trachurus picturatus).
- Castanheta-preta (Abudefduf luridus)
- Castanheta-amarela (Chromis limbata).
- Caranguejo-eremita (Calcinus tubularis),
- Craca (Megabalanus azoricus).
- Estrela-do-mar (Ophidiaster ophidianus),
- Garoupa (Serranus atncauda),
- Lapa (Docoglossa),
- Lírio (Campogramma glaycos),
- Mero (Epinephelus itajara),
- Moreia
- Moreia-preta (Muraena augusti)
- Musgo-do-mar (Pterocladiella capillacea),
- Ouriço-do-mar-negro (Arbacia lixula),
- Ouriço-do-mar-roxo (Strongylocentrotus purpuratus),
- Pargo
- Patruça (Kyphosus sectator),
- Peixe-cão (Bodianus scrofa),
- Peixe-porco (Balistes carolinensis),
- Peixe-balão (Sphoeroides marmoratus),
- Peixe-rei (Coris julis),
- Peixe-rainha (Thalassoma pavo),
- Polvo (Octopus vulgaris),
- Pomatomus saltator
- Ratão (Taeniura grabata),
- Salema (Sarpa salpa),
- Salmonete (Mullus surmuletus),
- Solha (Bothus podas maderensis),
- Sargo (Dictyota dichotoma),
- Sargo (Diplodus sargus cadenati),
- Veja (Sparisoma cretense),
- Zonaria flava,

Além das espécies mencionadas é ainda possível encontrar-se outras variedades de fauna e flora marinha em que convivem cerca de 87 espécies diferentes, sendo que é 9.3 o Índice de Margalef.

## Espécies residentes

### No mar
- Alga Roxa - (Bonnemaisonia hamifera).
- Anêmona-do-mar (Alicia mirabilis),
- Alface do mar (Ulva rígida)
- Ascídia-flor (Distaplia corolla),
- Boga (Boops boops),
- Bodião (labrídeos),
- Bodiões-verdes (Centrolabrus trutta),
- Chicharro (Trachurus picturatus).
- Castanheta-preta (Abudefduf luridus)
- Carangeuijo-eremita (Calcinus tubularis),
- Craca (Megabalanus azoricus).
- Estrela-do-mar (Ophidiaster ophidianus),
- Garoupa (Serranus atncauda),
- Lapa (Docoglossa),
- Moreia
- Moreias-pretas (Muraena augusti)
- Musgo (Pterocladiella capillacea),
- Ouriço-do-mar-negro (Arbacia lixula),
- Ouriço-do-mar-roxo (Strongylocentrotus purpuratus),
- Peixe-balão (Sphoeroides marmoratus),
- Peixei-rei (Coris julis),
- Polvo (Octopus vulgaris),
- Salema (Sarpa salpa),
- Ratão (Taeniura grabata),
- Salmonete (Mullus surmuletus),
- Sargo (Diplodus sargus cadenati)

Existe ainda a presença de variados moluscos.

### Em terra
- Salgueiro
- Erva moira
- Aboboreira (Tropaeolaceae) Tropaeolaceae
- Cana-do-reino Arundo donax
- Erva-leiteira Euphorbiaceae
- Coucelos Umbilicus rupestris
- Tolpis azorica Asteraceae
- Bracel-da-rocha Festuca petrea (Planta endémica dos Açores)
- Perrexil-do-mar Crithmum maritimum (Planta endémica dos Açores)
- Urze
- Cenoura brava ou Salsa-burra Daucus carota
- Trinchal Plantaginaceae
- Cyrtomium falcatum Dryopteridaceae

## Aves observáveis
- Gaivota, (Larídeos)

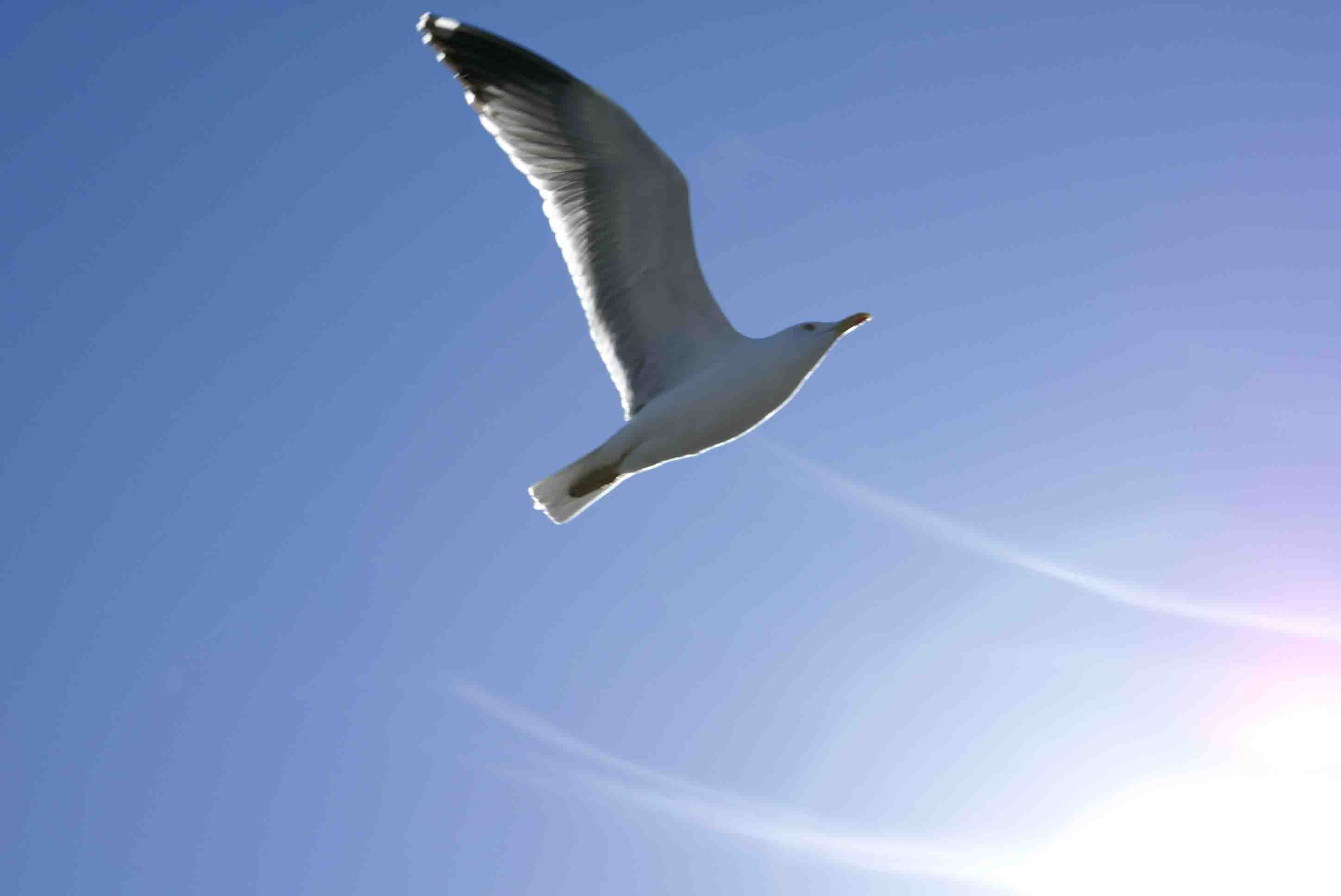
Gaivota - Larídeos.

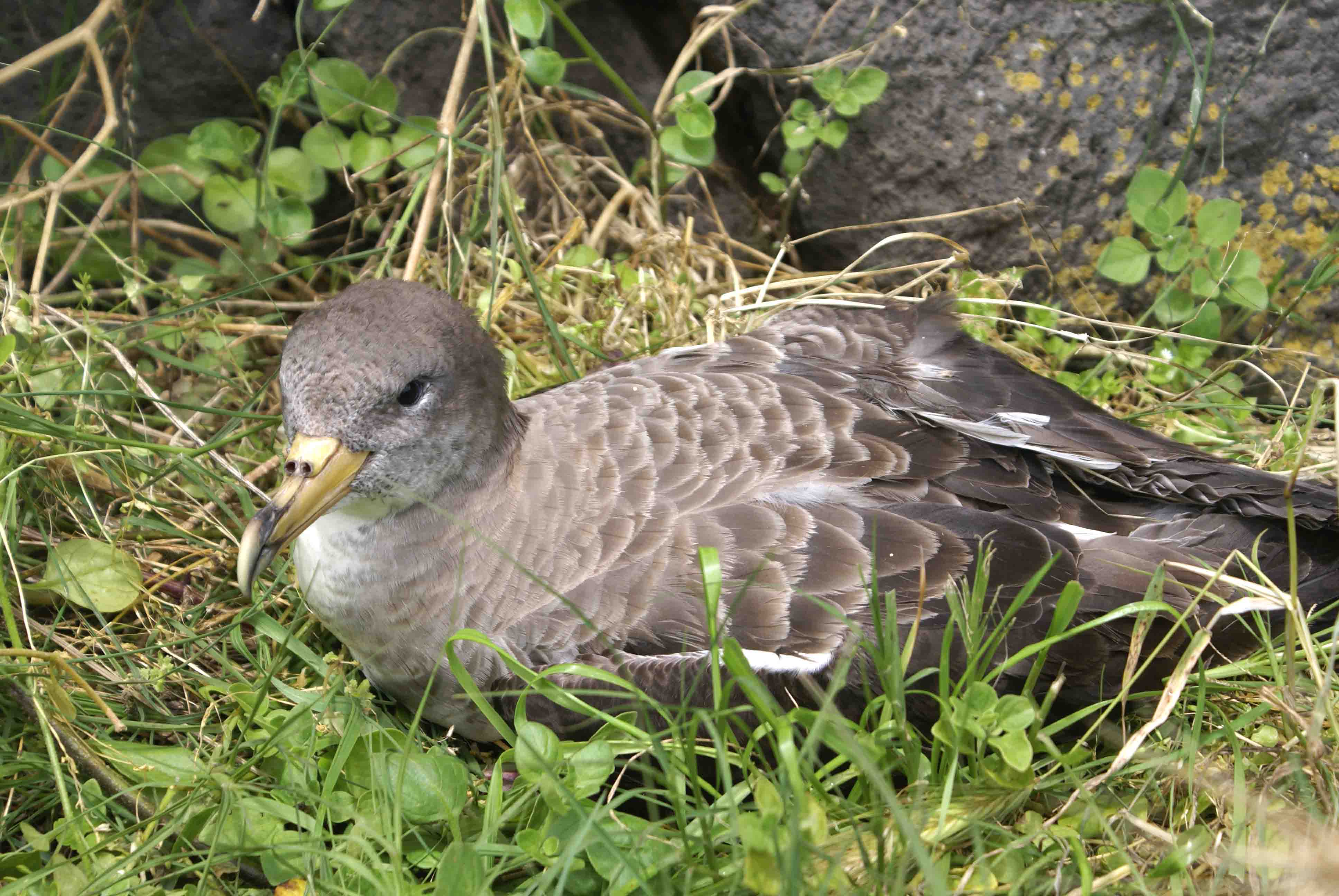
Cagarro - Calonectris diomedea borealis.

- Cagarro (Calonectris diomedea borealis),
- Milhafre (Buteo buteo rothschildi)
- Pombo-comum (Columba livia)
- Pombo-torcaz-dos-Açores (Columba palumbus azorica)
- Pardal-comum (Passer domesticus)
- Lavandeira
- Melro-preto (Turdus merula)
- Estorninho-comum (Sturnus vulgaris)
- Toutinegra-de-barrete-preto (Sylvia atricapilla)
- Tentilhão (Fringilla coelebs moreletti)
- Garajau-rosado (Sterna dougallii),
- Garajau-comum (Sterna hirundo)
- Anas crecca - (Marrequinho)